# Herbert Volz
Herbert Volz, né le 25 novembre 1944 à Moltketal, arrondissement de Trebnitz, est un sculpteur allemand.

## Biographie

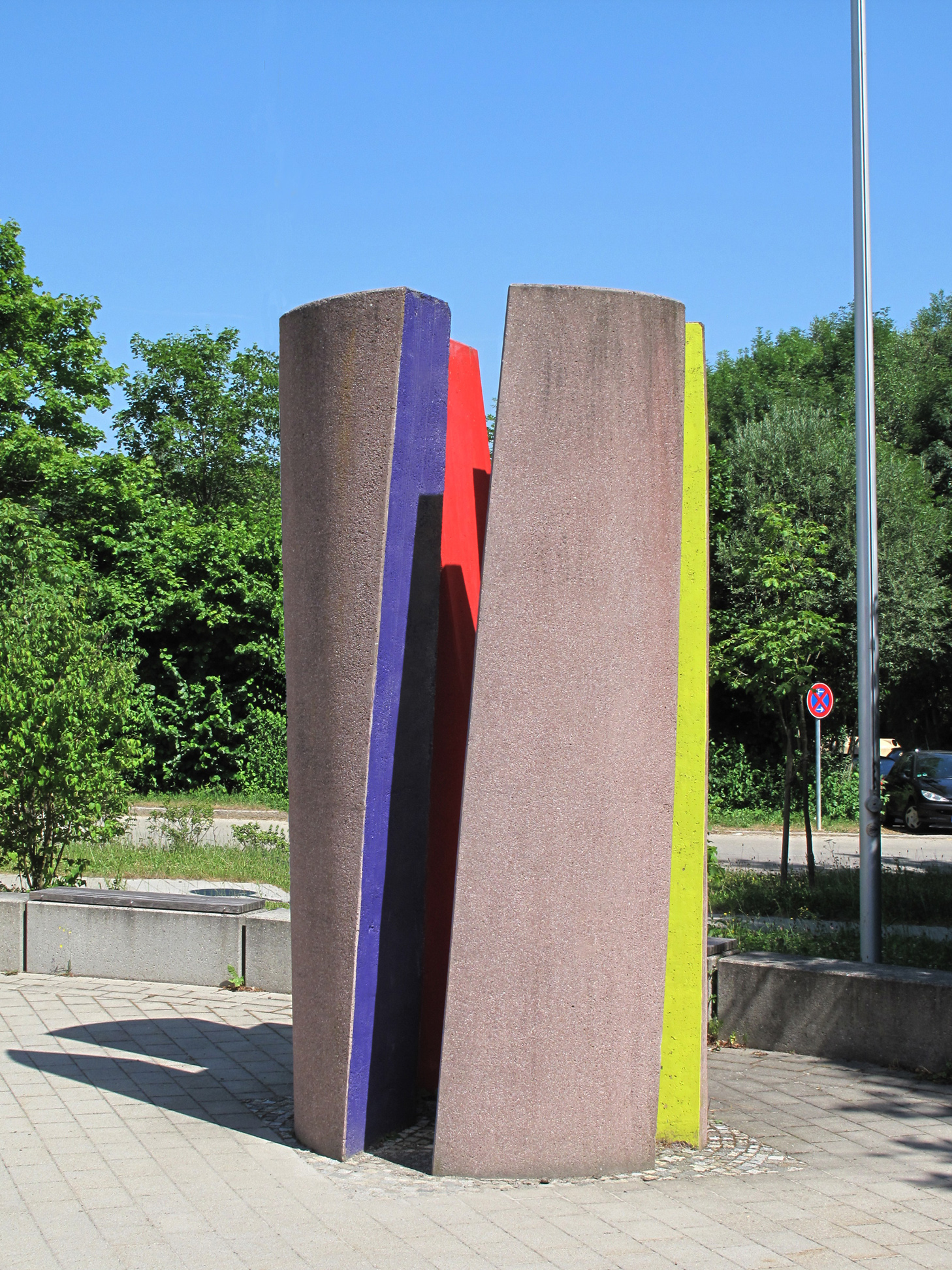
Pilier de Dotternhausen, 1989

Herbert Volz fait un apprentissage dans le vitrail à Rottweil de 1959 à 1962. De 1963 à 1967, il étudie la peinture libre et appliquée à l'École supérieure des Beaux-Arts de la Sarre, auprès d'Oskar Holweck et Boris Kleint. Il est membre de l'Association des artistes du Bade-Wurtemberg depuis 1991. Herbert Volz vit et travaille à Ulm depuis 1976.
Ses tableaux abstraits, ses conceptions de pièces, ses vitraux et ses sculptures se caractérisent par une structure colorée concrète. Depuis 1985, ils sont développés sur la base des quatre couleurs du spectre visible.